# Kosmodrom Pleseck

Emblém kosmodromu

Kosmodrom Pleseck (rusky Космодром Плесецк) je nejfrekventovanějším kosmodromem bývalého Sovětského svazu i současného Ruska. O tomto kosmodromu bylo známo mnohem méně informací než o Bajkonuru. Vzhledem k vojenskému programu a umístění vojenské raketové základny podléhala jeho existence po jistou dobu režimu utajení. Celý jeho název zní Kosmodrom Pleseck – první státní zkušební kosmodrom (rusky Космодром Плесецк – 1-й Государственный испытательный космодром). Dalším kosmodromem na území Ruska je Kosmodrom Vostočnyj.

## Lokalizace

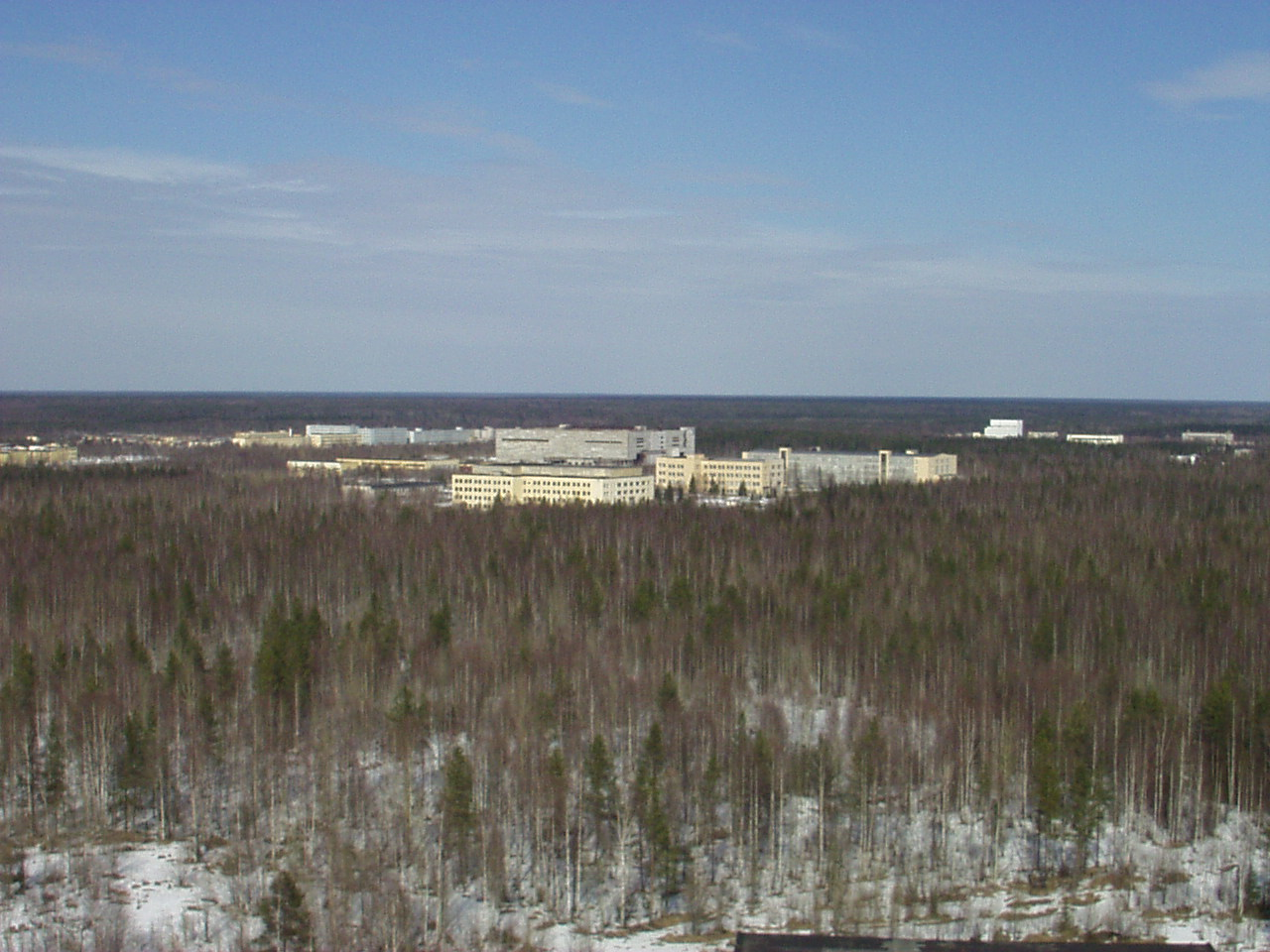
Montážní blok kosmodromu Pleseck

Nachází se 180 km jižně od Archangelska, nedaleko od železniční stanice Pleseckaja u sídla městského typu Pleseck v Severním železničním koridoru, vedeném z Moskvy přes Vologdu na Archangelsk. Rozkládá se na ploše 1762 km² – 82 km východo-západně a 46 km severo-jižně se středem na 62° SŠ a 41°VD. Jeho střelecký sektor je orientován na sever, k Barentsovu moři.

## Historie vzniku
Založen v roce 1957 jako tajný „objekt Angara“ – základ budoucího kosmodromu a téhož roku se stal první mateřskou základnou balistických raket (BR) R-7 a R-7A – vojenského programu s krycím názvem „objekt Angara“. První vojenský start byl uskutečněn v roce 1959 z první start.plochy (№41). V letech 1960-1 vybudovány další 3 startovací plošiny, probíhaly další zkušební testy BR a probíhalo vybavování vojenské základny (po r. 1964 rakety R-9, R-14, R-16, R-16U).

## Přerod na kosmodrom
V roce 1963 rozhodlo vedení SSSR o využití Plesecka ke startům kosmických lodí k dopravě kosmických aparátů na zemskou orbitu. Z původně vojenské raketové základy se tak stává plnohodnotný kosmodrom. První kosmický start proběhl 17. března 1966 s družicí Zenit-2 (Kosmos 112). V r. 1968 ze byla vypuštěna první družice s mezinárodní účastí v programu Interkosmos (Kosmos-261), první zahraniční (nesocialistickou) družici (1972 -francouzský MAS-1). V r. 1976 dosáhl Pleseck světového prvenství v počtu vypuštěných automatických kosmických aparátů (KA). Poté následuje řada „jubilejních družic“ : Kosmos-500(1972) Kosmos-1000( Cikáda 1978) Kosmos-1500(Oceán 1983) Kosmos-2000 (1989). V roce 1990 zde byl vypuštěn první komerční KA.

## Postsovětská éra
Kosmodrom se postupně rozrostl až na 6 startovních komplexů - 9 odpalovacích plošin; slouží k vypouštění raket typu Sojuz, Molnija, Kosmos-ZM, Cyklon-3, Zenit a Rokot. Základna zabezpečuje základní část kosmického programu spojeného s výzvědnými, vojenskými, národohospodářskými, naučnými i komerčními nepilotovanými raketami. Celkem z kosmodromu startovalo 1554 kosmických nosičů (z toho 1504 úspěšně)[zdroj?] a bezpočet vojenských balistických raket. Cílem raket byl většinou raketový polygon Kura („Slepice“) na Kamčatce.
Díky své severní poloze je vhodný pro starty družic na dráhy s vysokým sklonem k rovníku a dráhu polární, což je často případ vojenských družic. Mezi úspěšně vynesené objekty patří i všechny družice Československa (např. Magion) a Česka.
Strukturálně nyní spadá pod velení Kosmických vojsk Ruské federace.

## Popis kosmodromu
| Rampa | Nosiče                                              | Stav      |
| ----- | --------------------------------------------------- | --------- |
| 16/2  | R-7A, Molnija, Sojuz                                | aktivní   |
| 32/1  | Ciklon-3                                            | neaktivní |
| 32/2  | Ciklon-3                                            | neaktivní |
| 35/1  | Angara                                              | aktivní   |
| 43/3  | R-7A, Vostok-2M, Voschod, Molnija-M, Sojuz, Sojuz 2 | aktivní   |
| 43/4  | R-7A, Vostok-2M, Voschod, Molnija-M, Sojuz, Sojuz 2 | aktivní   |
| 132/1 | Kosmos-3, Kosmos-3M                                 | aktivní   |
| 132/2 | Kosmos-3, Kosmos-3M                                 | neaktivní |
| 133/3 | Kosmos-2, Kosmos-3M, Rokot                          | aktivní   |

## Galerie

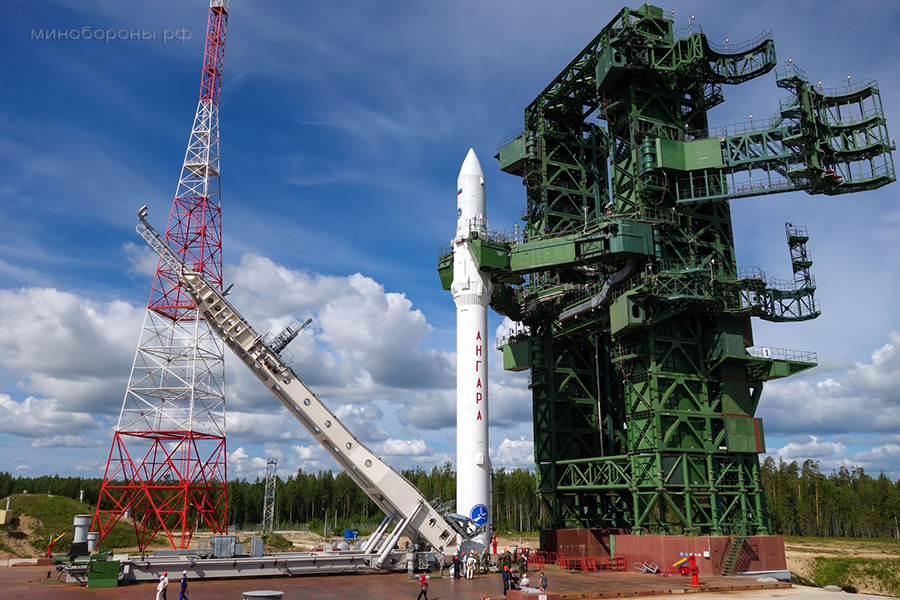
Angara 1.2PP na startovní rampě 35/1
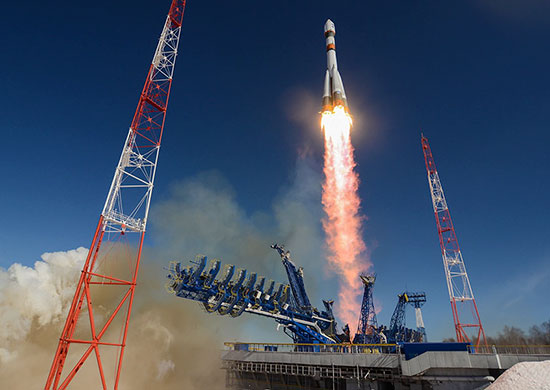
Sojuz 2.1a startuje z rampy 43/4
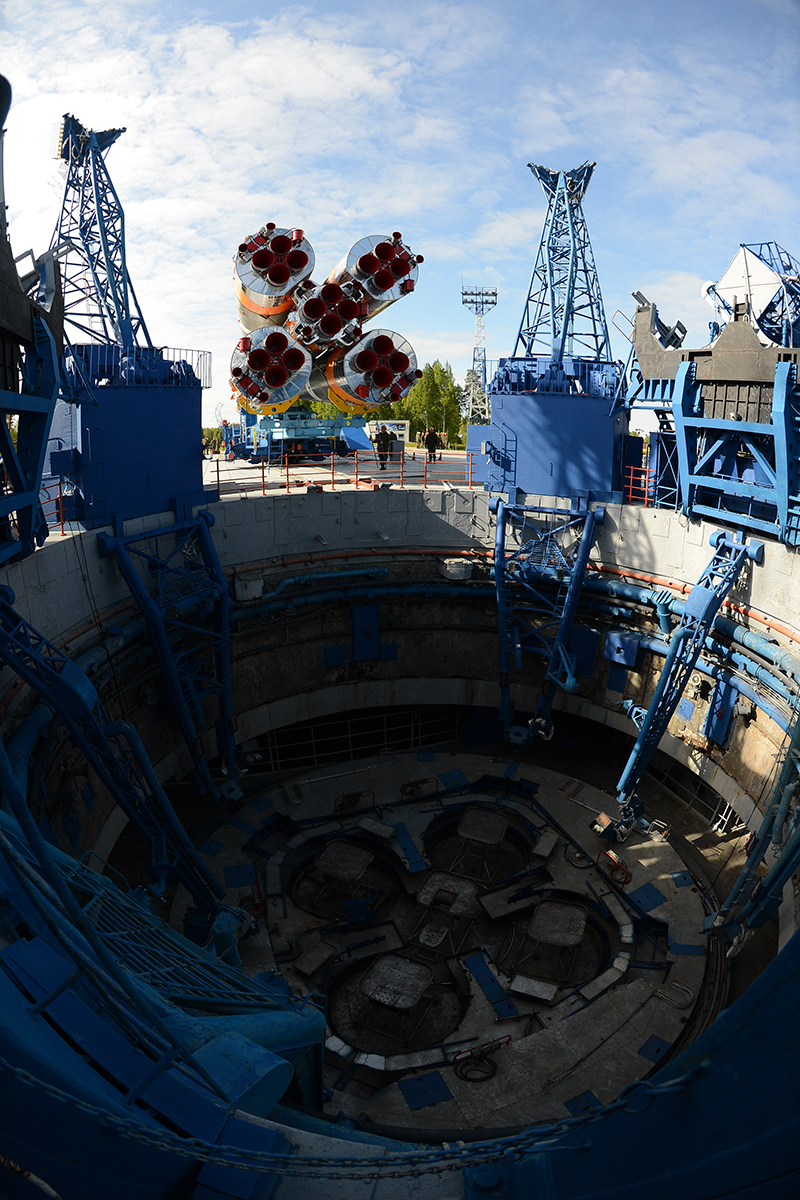
Sojuz 2.1b s družicí Glonass-M
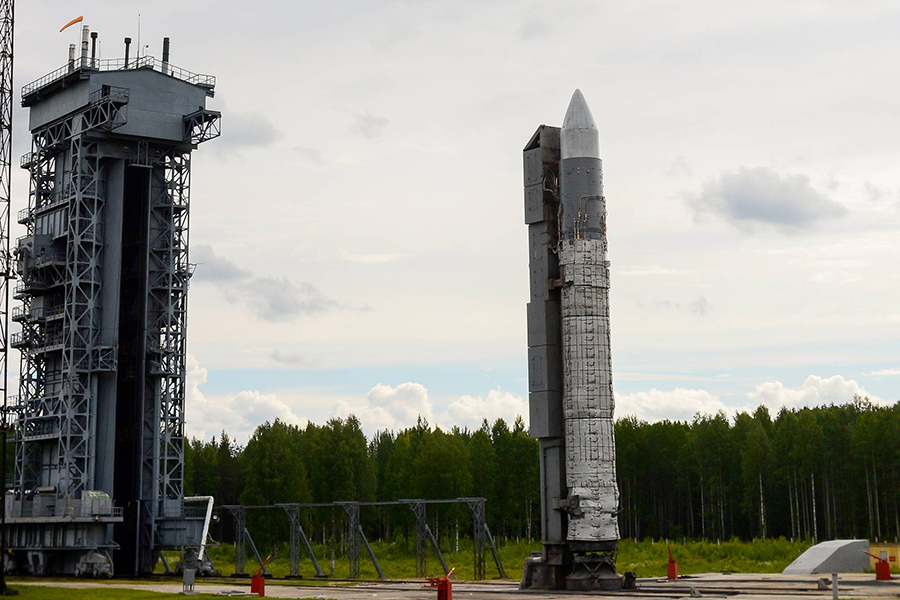
Rampa 133 pro lehkou raketu Rokot

## Významné starty ve 21. století
V březnu 2009 odtud startovala raketa Rokot s družicí ESA GOCE. 9. července 2014 odtud byla vypuštěna nosná raketa Angara 1.2PP, její těžká verze Angara A5 poté 23. prosince 2014.